# Endel Sõgel
Endel Sõgel (* 17. Juni 1922 in Vastseliina; † 7. Dezember 1998 in Tallinn) war ein estnischer Literaturwissenschaftler und Publizist.

## Leben
Endel Sõgel machte 1940 in Petseri Abitur und unterstützte nach der Sowjetisierung Estlands 1940 aktiv das neue Regime. Er war zunächst Komsomolsekretär im Kreis Võru, nach dem deutschen Überfall auf die Sowjetunion war er 1941 in diversen Vernichtungsbataillonen aktiv und bis 1947 Angehöriger der Roten Armee. Als Hauptmann ausgemustert studierte er von 1948 bis 1950 an der Parteischule, ehe er sich als Fernstudent an der Universität Tartu einschrieb. Sein Diplom machte er 1955 am Pädagogischen Institut in Tallinn.
Im September 1952 wurde Sõgel von der Abteilung für Hochschulen und wissenschaftliche Institute des ZK der EKP zum wissenschaftlichen Sekretär des Instituts für Sprache und Literatur (estn. Keele ja Kirjanduse Instituut) der Estnischen Akademie der Wissenschaften ernannt, dem Vorläufer des heutigen Instituts für Estnische Sprache und des Under und Tuglas Literaturzentrums. An diesem Institut wurde er rasch Abteilungsleiter (1953) und stellvertretender Direktor (1963), von 1968 führte er für zwanzig Jahre das Institut als Direktor. In dieser Phase verkörperte er in seiner Person die „eiserne ideologische Kontrolle über die estnischen Geisteswissenschaften.“ Nach seiner Pensionierung im Januar 1988 lebte er noch zehn Jahre unbehelligt in Tallinn, wurde allerdings angefeindet und der Mittäterschaft bei den Junideportationen 1941 bezichtigt.
Sõgel war seit 1940 Mitglied der KPdSU und seit 1951 Mitglied des Estnischen Schriftstellerverbands.

## Werk
Sõgel beschäftigte sich vornehmlich mit der marxistischen Neubewertung der gesamten estnischen Literatur, die er in pädagogischen und propagandistischen Schriften durchzuführen versuchte. Zu diesem Zweck publizierte er 1953 eine Reihe neuer Schulbücher. Seine Kandidatenarbeit von 1962 trug den Titel „Fragen der estnischen Literaturgeschichte“. Danach wachte er als Chefredakteur über die korrekte politische Ausrichtung der neuen estnischen Literaturgeschichte, die unter seiner Ägide in sieben Bänden zwischen 1965 und 1991 erschien. Sie ist bis heute die umfangreichste estnische Literaturgeschichte mit über 4000 Seiten und trotz der unvermeidlichen ideologischen Ausrichtung nach wie vor ein wichtiges Quellenwerk zur Befassung mit der estnischen Literatur. Des Weiteren veröffentlichten Sõgel noch einige Essaysammlungen zur Literatur. Im Allgemeinen betrachtete Sõgel nie die künstlerische Qualität eines Textes, sondern „bewertete Literatur ausschließlich vom Standpunkt des Proletariats und des revolutionären Kampfes.“

## Auszeichnungen
- 1972 Juhan-Smuul-Preis (Kritik)

## Bibliografie
- Eesti kirjanduse ajalugu I–IV. ('Geschichte der estnischen Literatur I–IV', Schulbücher für die 8. bis 11. Klasse estnischer Gymnasium). Tallinn: Eesti Riiklik Kirjastus 1953. 87 + 124 + 165 + 284 S.
- Kirjandusloo lehekülgedelt ('Aus der Literaturgeschichte'). Tallinn: Eesti Riiklik Kirjastus 1963. 348 S.
- (Verantwortlicher Redakteur) Eesti kirjanduse ajalugu viies köites. ('Geschichte der estnischen Literatur in fünf Bänden'). Tallinn: Eesti Raamat 1965–1991. (Insgesamt in sieben Bänden erschienen, da die Bände vier und fünf aus zwei Teilbänden bestehen. Beim letzten Teilband V, 2 ist der Name Sõgel nicht mehr erwähnt.)
- Revolutsioon ja kirjandus ('Revolution und Literatur'). Tallinn: Eesti Raamat 1972. 384 S.
- (Redaktion, gemeinsam mit Endel Nirk:) Eesti kirjanduse biograafiline leksikon. ('Biografisches Lexikon der estnischen Literatur') Tallinn: Eesti Raamat 1975. 462 S.
- Karastunud sõpruses (Erinnerungen). Tallinn: Eesti Raamat 1982. 135 S.
  - hiervon war vorher bereits eine deutsche Version erschienen: Freundschaft gestählt im Feuer des Krieges. Übersetzung ins Deutsche: P. Salzmann. Tallinn: Perioodika 1978. 119 S.
- Viisnurk ja meie ('Der Sowjetstern und wir'). Tallinn: Eesti Raamat 1980. 182 S.